# Freadelpha cinerea
Freadelpha cinerea är en skalbaggsart. Freadelpha cinerea ingår i släktet Freadelpha och familjen långhorningar.

## Underarter
Arten delas in i följande underarter:
- F. c. cinerea
- F. c. junodi